# Quantenpunkt-Spinventil

Schematische Darstellung
eines Quantenpunkt-Spinventils

Spindynamik auf dem Quantenpunkt

Ein Quantenpunkt-Spinventil (engl. Quantum-Dot Spin Valve) ist ein bislang nur theoretisch beschriebenes, aber noch nicht experimentell realisiertes, mesoskopisches, spintronisches Bauelement. Mögliche Anwendungen liegen im Bereich der Quantencomputer bzw. in der magnetischen Speicherung von Information.
Es besteht aus einem Einzelniveau-Quantenpunkt, der über Tunnelbarrieren an ferromagnetische Elektroden gekoppelt ist, deren Magnetisierungen in beliebige Richtungen {\displaystyle \mathbf {n} _{L}} und {\displaystyle \mathbf {n} _{R}} zeigen können.
Wird an das System eine Transportspannung {\displaystyle V} angelegt, können Elektronen beispielsweise von links auf den Quantenpunkt tunneln. Da in der linken Elektrode mehr Elektronen mit Spin in Richtung {\displaystyle \mathbf {n} _{L}} als mit Spin in Richtung {\displaystyle -\mathbf {n} _{L}} vorhanden sind, wird das getunnelte Elektron vorzugsweise einen Spin in erstere Richtung haben. Um den Quantenpunkt in die rechte Elektrode verlassen zu können, ist vorzugsweise ein Spin in Richtung {\displaystyle \mathbf {n} _{R}} nötig. Deshalb wird sich aufgrund der Drehimpulserhaltung auf dem Quantenpunkt im stationären Fall ein Spin in Richtung {\displaystyle \mathbf {n} _{L}-\mathbf {n} _{R}} einstellen. Dieser führt nun durch das Pauliverbot dazu, dass der Transport durch das Quantenpunktspinventil blockiert wird.
Daneben gibt es aufgrund der Coulombwechselwirkung der Elektronen auf dem Quantenpunkt ein magnetisches Austauschfeld, das eine Präzession des Spins auf dem Quantenpunkt bewirkt. Dies führt dazu, dass der Spin(erwartungswert) betragsmäßig kleiner und aus seiner ungünstigen, den Transport blockierenden Richtung gedreht wird, was letzten Endes den Spinventileffekt reduziert.